# Bénac (Hautes-Pyrénées)
Bénac is een gemeente in het Franse departement Hautes-Pyrénées (regio Occitanie) en telt 473 inwoners (1999). De plaats maakt deel uit van het arrondissement Tarbes.

## Geografie
De oppervlakte van Bénac bedraagt 8,0 km², de bevolkingsdichtheid is 59,1 inwoners per km².

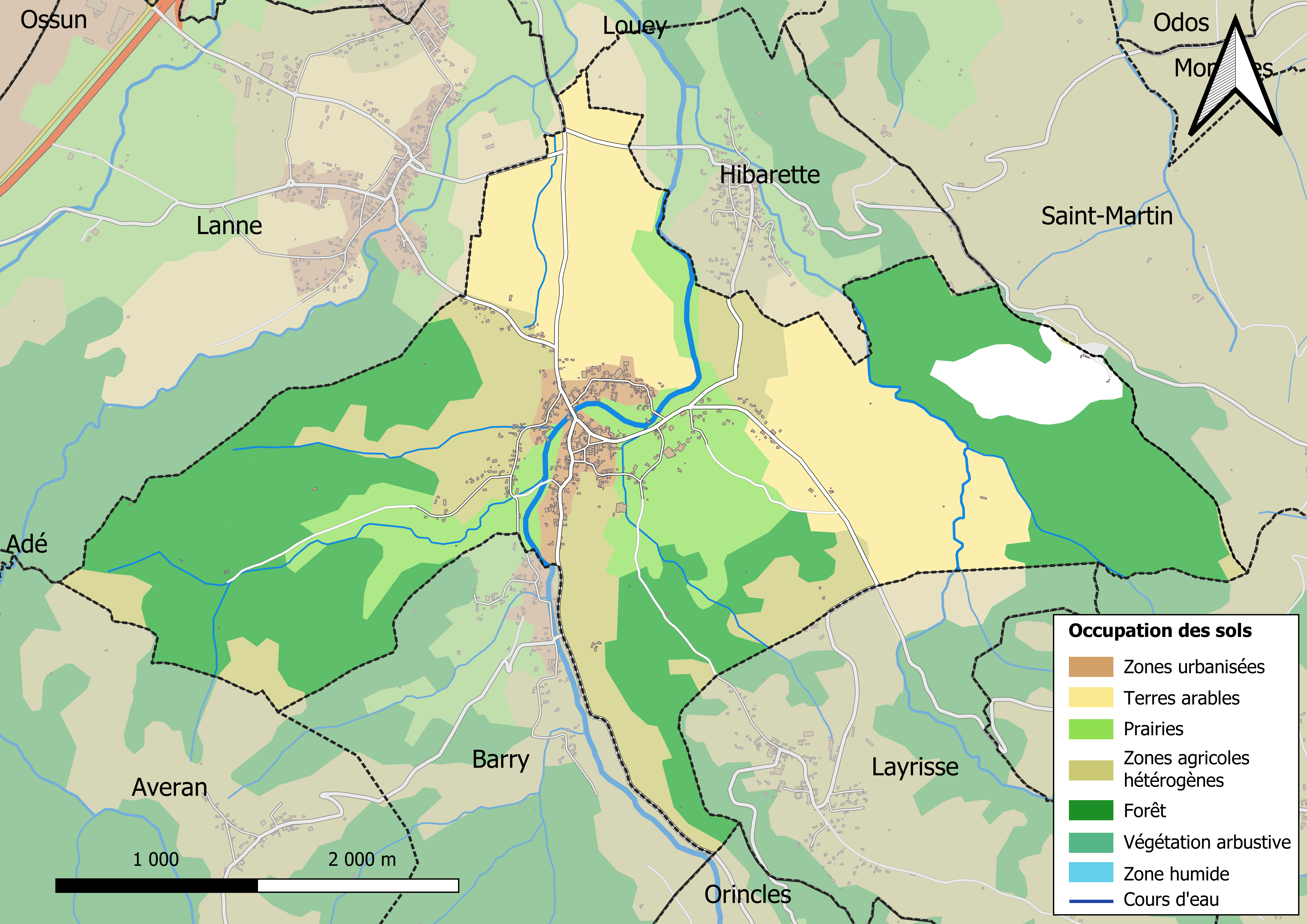
Kaart van de gemeente met belangrijkste infrastructuur, bodemgebruik en omliggende gemeenten

## Demografie
Onderstaande figuur toont het verloop van het inwonertal (bron: INSEE-tellingen).